# Coppa del mondo di corsa in montagna 2018
La Coppa del mondo di corsa in montagna 2018 si è disputata su cinque prove sotto il nome di "WMRA Grand Prix". La coppa maschile è stata vinta da Ndungu Geoffrey Gikuni, quella femminile da Andrea Mayr.

## Gare di coppa del mondo 2018
Per il 2018 le gare valevoli per la coppa del mondo erano cinque, contano i migliori quattro risultati. Un atleta entra in classifica finale a condizione di aver raccolto punti in almeno due competizioni valevoli per la coppa. Un "bonus" addizionale di 15 punti è attribuito a coloro che partecipano alla gara finale di Coppa del mondo, la Smarna Gora.
Un ulteriore "bonus", per tutti, di 10 punti, verrà attribuito a quelle competizioni alle quali parteciperanno atleti provenienti da 12 o più nazioni differenti.
| Gara | Nome della gara        | Luogo di svolgimento | Data         | Nazione  |
| ---- | ---------------------- | -------------------- | ------------ | -------- |
| 1    | Grossglockner Berglauf | Heiligenblut         | 15 luglio    | Austria  |
| 2    | Piz Tri Vertikal       | Malonno              | 4 agosto     | Italia   |
| 3    | Sierre-Zinal           | Sierre-Zinal         | 12 agosto    | Svizzera |
| 4    | Hochfelln Berglauf     | Bergen               | 30 settembre | Germania |
| 5    | Smarna Gora            | Lubiana              | 6 ottobre    | Slovenia |

## Punteggi
Ecco come sono stati ripartiti i punti per la coppa del mondo 2018. Dal primo al venticinquesimo rango.
| Rango | Punti |
| ----- | ----- |
| 1°    | 100   |
| 2°    | 90    |
| 3°    | 85    |
| 4°    | 80    |
| 5°    | 75    |
| 6°    | 70    |
| 7°    | 65    |
| 8°    | 60    |
| 9°    | 55    |
| 10°   | 50    |

| Rango | Punti |
| ----- | ----- |
| 11°   | 45    |
| 12°   | 40    |
| 13°   | 35    |
| 14°   | 30    |
| 15°   | 25    |
| 16°   | 20    |
| 17°   | 15    |
| 18°   | 10    |
| 19°   | 5     |
| 20°   | 4     |

| Rango | Punti |
| ----- | ----- |
| 21°   | 1     |
| 22°   | 1     |
| 23°   | 1     |
| 24°   | 1     |
| 25°   | 1     |

## Uomini
Classifica finale
| Pos. | Atleta                 | Anno | Nazione     | Gara 1 | Gara 2 | Gara 3 | Gara 4 | Gara 5 | Totale |
| ---- | ---------------------- | ---- | ----------- | ------ | ------ | ------ | ------ | ------ | ------ |
| 1    | Geoffrey Gikuni Ndungu | 1984 | Kenya       | 110    | 80     |        | 110    | 110    | 410    |
| 2    | Francesco Puppi        | 1992 | Italia      | 95     | 100    | 90     | 100    |        | 385    |
| 3    | Andrew Douglas         | 1986 | Regno Unito | 90     |        | 70     | 65     | 95     | 320    |
| 4    | Bernard Dematteis      | 1986 | Italia      |        | 75     |        | 95     | 115    | 285    |
| 5    | Timothy Kimutai Kirui  | 1997 | Kenya       |        | 85     | 50     | 55     | 85     | 275    |
| 6    | Jan Janu               | 1993 | Rep. Ceca   | 80     |        |        | 85     | 105    | 270    |
| 7    | Chris Arthur           | 1985 | Regno Unito | 85     |        |        | 60     | 75     | 220    |
| 8    | Filimon Abraham        | 1992 | Eritrea     |        |        |        | 90     | 100    | 190    |
| 9    | Timotej Bacan          | 1996 | Slovenia    |        |        |        | 80     | 90     | 170    |
| 10   | Emanuele Manzi         | 1977 | Italia      | 55     | 55     |        | 40     |        | 150    |
| 11   | Martin Dematteis       | 1986 | Italia      |        |        |        | 75     | 70     | 145    |
| 12   | Marco De Gasperi       | 1977 | Italia      |        | 70     | 35     |        |        | 105    |
| 13   | Zak Hanna              | 1995 | Irlanda     |        |        |        | 25     | 55     | 80     |
| 14   | Ross Gollan            | 1996 | Scozia      |        |        |        | 11     | 60     | 71     |
| 15   | Luca Cagnati           | 1990 | Italia      |        | 5      | 20     |        | 26     | 51     |
| 16   | James Espie            | 1991 | Scozia      |        |        |        | 11     | 26     | 37     |

## Donne
Classifica finale
| Pos. | Atleta                 | Anno | Nazione   | Gara 1 | Gara 2 | Gara 3 | Gara 4 | Gara 5 | Totale |
| ---- | ---------------------- | ---- | --------- | ------ | ------ | ------ | ------ | ------ | ------ |
| 1    | Andrea Mayr            | 1979 | Austria   | 110    | 100    |        | 110    | 115    | 435    |
| 2    | Lucy Wambui Murigi     | 1985 | Kenya     |        |        | 110    | 100    | 125    | 335    |
| 3    | Sara Mccormack         | 1986 | Irlanda   |        | 85     | 45     | 90     | 110    | 330    |
| 4    | Pavla Shorna Matyasova | 1980 | Rep. Ceca | 95     |        |        | 80     | 105    | 280    |
| 5    | Gloria Giudici         | 1987 | Italia    | 80     | 65     | 11     | 75     |        | 231    |
| 6    | Michelle Maier         | 1991 | Germania  |        |        | 100    | 95     |        | 195    |
| 7    | Valentina Belotti      | 1980 | Italia    | 75     | 90     |        |        |        | 165    |
| 8    | Lucie Marsanova        | 1980 | Rep. Ceca |        |        |        | 60     | 95     | 155    |
| 9    | Purity Kajuju Gitonga  | 1996 | Kenya     | 10     | 45     |        |        |        | 145    |
| 10   | Adele Blaise-Sohnius   | 1985 | Canada    | 20     |        |        | 55     |        | 75     |